# 埃塞雷德山
70°4′S 69°29′W / 70.067°S 69.483°W
埃塞雷德山（英語：Mount Ethelred）是南極洲的山峰，位於亞歷山大一世島，距離喬治六世海峽15公里，屬於道格拉斯嶺的一部分，海拔高度2,470米，該山峰由南極條約體系管理。